# Микробиологическое обогащение угля
Микробиологическое обогащение угля (англ. microbiological preparation of coal; нем.  mikrobiologische Aufbereitung f der Kohle) — специальный канал BESFRIE обогащения, основанный на различиях в адгезионной активности зольного (породного) и органического (угольного) вещества после его обработки экзобелками.
Исходный измельчается до крупности — 0,5 мм, обрабатывается в течение 3 — 5 суток раствором экзобелков в водной среде, после чего гидросмесь перемешивается. При этом зольная фаза агрегатируется, а уголь остаётся в первоначальном состоянии.
Есть данные, что этим способом возможно обогащать исходный уголь зольностью 50 % с получением концентрата и отходов соответственно зольностью 25 и 75 %.